# Џон Колтрејн
Џон Вилијам Колтрејн (енгл. John William Coltrane; 23. септембар 1926—17. јул 1967) је био амерички џез саксофониста. Један од џез великана, и великана модерне музике уопште, Колтрејн је био чувен по својој свирачкој виртуозности и непрестаном померању граница џеза.

## Биографија
Рођен у Северној Каролини, од малих ногу је био посвећен музици. Крајем четрдесетих је почео да свира у оркестру Дизи Гилеспија, а 1953. се придружио групи Џони Хоџиза. Први велики корак у својој каријери направио је 1955. када је заменио Сони Ролинса у тзв. „првом великом квинтету“ Мајлса Дејвиса. Неколико славних албума су производ овог периода, али је 1957. Колтрејн удаљен из бенда због зависности од хероина. Након што се ослободио хероина, Колтрејн се придружио бенду Телонијуса Монка. За овај период, иако лоше забележен, Колтрејн каже да му је био пресудан у животу. Године 1958. се вратио код Мајлса Дејвиса и на албумима Milestones (1958) и Kind of Blue (1959) постао најпознатији тенор саксофониста свог времена.
Свој први бенд (квартет) основао је 1960, и у њему је почео да свира сопран саксофон и да се креће ка слободном џезу. Ипак, највећу славу је доживео са својим „класичним квартетом“, чији су састав уз Колтрејна чинили пијаниста Мекој Тајнер, контрабасиста Џими Герисон и бубњар Елвин Џоунс. Са овим бендом је 1964. снимио један од својих најзначајнијих албума, A Love Supreme.
Од 1965. Колтрејнова музика је постајала све неприступачнија, инспирисана његовом духовношћу и пуна продужених импровизација без јасно дефинисане форме и хармоније. Чланови бенда су међу осталима били Фероа Сендерс и Колтрејнова жена, Алис.
Џон Колтрејн је умро 1967. од рака јетре.